# Петко Арнаудов
Петко Петров Арнаудов е български революционер, деец на Вътрешната македонска революционна организация.

## Биография
Арнаудов е роден в дедеагачкото село Дервент. Влиза във ВМОРО. Ръководи дервентския революционен комитет и е член на Дедеагачкия околийски комитет. В 1903 година след атентата между Чобанкьой и Кьосмеджит е арестуван при Чобанкьойската афера и осъден на 25 години затвор. В затвора е подложен на тежки мъчения, но не издава никого и така Дервент избягва аферата. Осъден е на 15 години и лежи до амнистията в 1904 година.